# Retour en Pologne
Retour en Pologne est une relation de voyage de Joseph Conrad.

## Historique
Retour en Pologne est une relation de voyage de Joseph Conrad parue dans les numéros successifs du journal Daily News du 29 et 31 mars, du 6 et 9 avril 1915. Cet essai fut repris en 1921 dans Notes on Life and Letters.
Invité en Pologne avec sa famille, Conrad quitte Capel House la dernière semaine de juillet 1914. Il embarque à Harwich le 25 sur un vapeur pour traverser la Mer du Nord. Les Conrad arrivent  le 28 juillet à Cracovie où ils sont surpris par la déclaration de guerre. Réfugiés à Zakopane, une station climatique des Carpathes, ils regagnent Cracovie le 8 août d'où ils partent pour Vienne, puis atteignent Milan le 19 octobre. Embarqués à Gênes, ils retrouvent Londres le 2 novembre.

## Résumé
Relatant sa dernière visite à son pays d'origine, Conrad évoque des épisodes de son passé. La gare de Liverpool Street, la Mer du Nord, une rue de Cracovie font surgir des souvenirs...

## Éditions en anglais
- Joseph Conrad, Poland Revisited, Londres : Daily News, 1915.
- Joseph Conrad, Poland Revisited, repris dans Notes on Life and Letters chez Dent à Londres, 1921.

## Traduction en français
- Retour en Pologne (trad.  par Sylvère Monod, dans Conrad (dir. Sylvère Monod), Œuvres, t. III, Paris : Gallimard, coll. « Bibliothèque de la Pléiade », 1987

## Note
1. ↑  Sylvère Monod, Retour en Pologne - Notice, in Conrad, Œuvres  – III, Gallimard, Bibliothèque de la Pléiade (1987), pp. 1483-1486  (ISBN 9782070111282)